# L'orrore nel museo
L'orrore nel museo è un racconto di Howard Phillips Lovecraft, redatto per la signora Hazel Heald nel 1932. Fa quindi parte delle sue revisioni per conto di terzi, scelta optata dopo l'insuccesso di Alle montagne della follia, romanzo considerato il più prestigioso dal suo creatore, ma duramente criticato dagli editori di riviste Pulp.

## Trama
La storia inizia con la visita al museo del signor Jones, cultore particolarmente sensibile delle arti, che viene a sapere dell'esistenza di un artista abilissimo nel lavorare la cera, che era stato allievo di Marie Tussaud. Per motivi sconosciuti, l'artista, di nome Roger, venne però cacciato dallo studio della scultrice. Dopo una visita al museo, Jones capisce il motivo della sua cacciata: le statue sono molto cruente, e certe rappresentano esseri di altri pianeti, talmente orribili da essere messi in un padiglione a parte per soli adulti.
Jones, ammirato da tale abilità, incontra l'artista nel suo laboratorio, il quale si rivela essere un solitario molto eccentrico e molto erudito in temi di occultismo. In seguito al suo sempre maggior isolamento dal mondo esterno, si confida sempre più con Jones, che da parte sua lo ammira moltissimo, fino a rivelargli di essersi imbattuto in strani esseri in punti ancor più strani del globo terrestre. Per provare ciò che dice, l'artista presenta fotografie di mostri, gli stessi mostri presenti nel padiglione per soli adulti. Inoltre, Roger fa intendere che non tutte le statue sono fatte di semplice cera.
Jones, che fino ad allora lo riteneva un genio, intuisce che nella mente di Roger vi è anche una vena di follia, follia che esplode quando l'uomo non è più disposto a credere ai racconti della mente delirante di Roger.
Un giorno, mentre era in visita al museo, Jones sente un ululato di puro dolore. Uno degli assistenti di Roger, un certo Orabona, rassicura Jones che non si tratta altro che di una lite fra cani randagi. Tuttavia nei dintorni non vi sono cani, come appura in seguito.
Quando incontra Roger, subito questi racconta di aver portato con sé, da un viaggio in Alaska, un essere assolutamente mostruoso, che risponde al nome di Rhan-Tegoth, una divinità venerata da uno sconosciuto popolo vissuto lì tre milioni di anni prima. Ora questa divinità è stata risvegliata da Roger, e ha accettato il suo sacrificio: un cane. Per provare che sta dicendo la verità, mostra a Jones il cadavere martoriato della povera bestia. Jones, credendo che l'artista sia completamente impazzito, vuole portarlo in manicomio, ma questi sfida Jones a restare una notte all'interno del museo, per provare che quel che dice è vero e che Rhan-Tegoth esiste. Il protagonista decide di accettare la sfida, e in una notte di follia e terrore, viene assalito dallo stesso Roger, che lo trascina verso la cantina in cui custodisce la presunta divinità. Jones lotta con tutta la disperazione di cui dispone, e sopraffatto l'artista, riesce a sfuggirgli, non prima di aver visto un'abominevole zampa afferrare Roger e trascinarlo verso il suo infelice destino di vittima sacrificale. 
Tremendamente scosso dall'accaduto, il protagonista si ripresenterà al museo qualche tempo dopo, e dall'assistente Orabona saprà che Roger se ne è andato via, in qualche viaggio. Il protagonista, che spera vivamente che quel che ha vissuto sia un incubo, gli crede. Ma l'assistente, con un certo sadismo, gli fa vedere quella che definisce "l'ultima opera di Roger", un capolavoro orrorifico che ha fatto svenire molte persone alla sua esposizione, tanto da dover far ritirare l'opera. È la statua di Rhan-Tegoth, che fra le sue zampe da granchio regge il corpo del povero Roger. Il protagonista non regge l'orrore della rivelazione e sviene, con la risata malefica di Orabona nelle orecchie.